# رونی فان هولن
رونی فان هولن (انگلیسی: Ronny Van Holen؛ زادهٔ ۹ مارس ۱۹۵۹) دوچرخه‌سوار اهل بلژیک بود.